# Кумранские рукописи

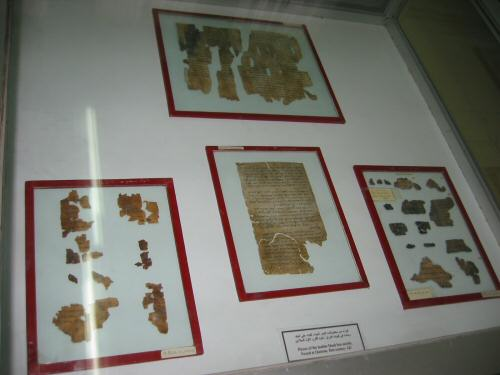
Фрагменты свитков Мёртвого моря на экспозиции в Археологическом музее в Аммане

Кумранские рукописи, или свитки Мёртвого моря, — название манускриптов, обнаруженных, начиная с 1947 года, в пещерах Кумрана, в пещерах Вади-Мураббаат (к югу от Кумрана), в Хирбет-Мирде (к юго-западу от Кумрана), а также в ряде других пещер Иудейской пустыни и в Масаде. Свитки, найденные в Кумране, датируются периодом с III века до н. э. по I век н. э. и имеют огромное историческое, религиозное и лингвистическое значение. Исследование рукописей подтвердило, что по крайней мере некоторые из них были написаны именно в Кумранской общине.
В районе Мёртвого моря было обнаружено множество письменных фрагментов с небольшим количеством текста, которые являются остатками больших манускриптов, пришедших в негодность по естественным причинам, либо из-за вмешательства человека. По еврейским обычаям, запрещавшим уничтожать Тору и священные тексты, негодные свитки сохранялись в генизе. Несколько хорошо сохранившихся свитков были найдены целыми, в их числе и Свитки Мёртвого Моря. Исследователи собрали коллекцию из 981 манускрипта, найденных в 1946—1947 и 1956 году в 11 разных пещерах. 11 кумранских пещер лежат в окрестностях поселений эллинистического периода в Хирбет-Кумран. Бронзовые монеты, найденные в тех же местах, относятся к периоду с Иоанна Гиркана (135—104 гг. до н. э.) по Первую Иудейскую войну (66—73 года н. э.).

## Обнаружение
Самые первые находки обнаружили местные бедуины-пастухи Мухаммед эд-Дхиб, его брат Джума Мухаммед и Халил Муса в промежутке между ноябрём 1946 и февралём 1947 года. Пастухи обнаружили 7 свитков в кувшинах в труднодоступной пещере. Археолог Джон Тревер восстановил историю находки после нескольких интервью с пастухами. Джума Мухаммед первым заметил пещеру, они договорились вернуться туда через три дня. Мухаммед эд-Дхиб вернулся туда на следующий день и первым попал в пещеру, которая сейчас известна как «Пещера 1». Он достал несколько свитков (Тревер определил, что это были Свиток Исаи 1Qlsaa (англ.), Комментарий Аввакума 1QpHab (англ.), Устав Общины 1QS (англ.) и отнёс показать своей семье. Какое-то время бедуин хранил свитки в палатке, показывая окружающим. Через некоторое время Свиток Устава общины распался на две части. Затем бедуин отвёз свитки торговцу по имени Ибраим Иджха в Вифлееме. Тот их вернул как не имеющие ценности, решив, что они были украдены из синагоги. Тогда бедуин пошёл на ближайший рынок, где свитки хотел приобрести сирийский христианин. В их разговор вмешался шейх и предложил отнести их к антиквару Халилу Эскендеру Шанину, известному как «Кандо». Свитки были проданы за 7 иорданских фунтов (около $28, эквивалент $314 в 2018 году). Затем Кандо продал свитки митрополиту и архиепископу Сиро-яковитской православной церкви, известному как Мар Самуэль (англ.), который занимался проверкой их аутентичности.
В начале 1949 года Мар Самуэль привёз свитки в США, где они были проданы за $250 000 Игаэлю Ядину, который вернул их в Израиль в 1954 году. Сейчас свитки хранятся в т. н. Храме Книги в Иерусалиме, а их цифровую копию можно изучать на сайте Израильского Музея — http://dss.collections.imj.org.il/.
Первые два года после первой находки учёные не могли обнаружить Пещеру 1. В это время шла арабо-израильская война, которая не позволяла вести масштабные поиски. Пещера 1 была повторно открыта 28 января 1949 года бельгийским наблюдателем ООН капитаном Филиппом Липпенсом и капитаном Арабского легиона Аккашем эль-Зебном. Раскопки Пещеры 1 проводились с 15 февраля по 5 марта 1949 года Иорданским Департаментом Древностей под руководством Геральда Ланкастера Хардинга и Ролана де Во. В Пещере 1 были обнаружены фрагменты Свитков Мёртвого моря, льняные ткани и другие артефакты.
В 1951 году Ролан де Во и его команда начали полномасштабное исследование Кумрана. В феврале 1952 бедуины нашли 30 фрагментов в пещере, которая теперь называется Пещера 2. Впоследствии в Пещере 2 были найдены 300 фрагментов из 33-х манускриптов, включая Книгу Юбилеев и Книгу Премудрости Иисуса сына Сираха на иврите.
Через месяц, 14 марта 1952 года, была обнаружена Пещера 3 с фрагментами Книги Юбилеев и с Медным свитком. В период с сентября по декабрь 1952 года были обнаружены Пещеры 4, 5 и 6. В Пещере 4, в частности, были найдены фрагменты книги Товита. Вместе с исторической ценностью росла и стоимость свитков, поэтому поиски ускорили и бедуины, и учёные. Между 1953 и 1956 годами Ролан де Во провёл ещё четыре экспедиции и нашёл множество свитков и артефактов. В 1955 году была найдена Пещера 7, в которой было обнаружено Послание Иеремии. Последние фрагменты были обнаружены в Пещере 11, обнаруженной в 1956 году. В этой пещере был найден последний псалом 151.
В феврале 2017 года археологи Еврейского Университета объявили об открытии Пещеры 12. В ней был обнаружен только пустой пергамент в кувшине, однако пустые и разбитые кувшины, возможно, говорят о том, что пещера была обнаружена и разграблена.
С архивом спектральных и инфракрасных снимков всех манускриптов можно ознакомиться на сайте фонда Леона Леви — 

## Описание
По содержанию кумранские рукописи можно разделить на три группы: библейские тексты (около 29 % от общего количества рукописей), апокрифы и псевдоэпиграфы, а также литература кумранской общины.
Основной писчий материал — пергамент из козьей или овечьей кожи, изредка папирус, часть рукописей выполнена выдавливанием на листах меди; для последних, позже свёрнутых в свитки для упаковки в кувшины, пришлось сконструировать специальное устройство для разрезания на фрагменты, так как из-за неизбежной коррозии разворачивание свитка грозило его полным разрушением.
Чернила — угольные (за единственным исключением апокрифа Книги Бытия).
Кумранские свитки написаны в основном на древнееврейском, частично — на арамейском; встречаются фрагменты греческих переводов библейских текстов.
Иврит небиблейских текстов являлся литературным языком эпохи Второго Храма; некоторые фрагменты написаны на послебиблейском иврите. В основном применяется квадратный еврейский шрифт, прямой предшественник современного печатного шрифта.
Палеографические данные, внешние свидетельства, а также радиоуглеродный анализ позволяют датировать основной массив этих манускриптов периодом от 250 года до н. э. до 68 года н. э. (период позднего Второго Храма) и рассматривать их как остатки библиотеки Кумранской общины.

## Список книг и фрагментов

### Пещера 1
«Книга пророка Исаии» (1Qlsaa, 1Qlsab), «Устав Общины» (1QS), Пешер на «Аввакума» (1QpHab), «Свиток Войны» (1QM), «Гимны благодарения» (1QHa и 1QHb), «Апокриф Книги Бытия» на арамейском (1QapGen), «Завет Левия» (CTLevi), «Книга Бытия» (1QGen), «Исход» (1QExod), «Книга Левит» и «Книга Чисел» (1QpaleoLev), «Второзаконие» (1QDeuta, 1QDeutb), «Книга Судей» (1QJudg), «Книга Самуила» (1QSam), «Книга пророка Иезекииля» (1QEzek), «Псалтирь» (1QPsa, 1QPsb, 1QPsc), Филактерии (1QPhyl), Пешер на «Книгу пророка Михея» (1QpMic), Пешер на «Книгу пророка Софонии» (1QpZeph), Пешер на «Псалтирь» (1QpPs), «Книга Юбилеев» (1QJuba, 1QJubb), «Книга Ноя» (1QNoah), Фрагменты Апокрифа Бытия (1QapGen), «Завет Левия» (1QTLevi/1QALD), «Слово Моисеево» (1QDM), «Книга Гигантов» (1QEnGiantsa, 1QEnGiantsb), «Апокрифическое пророчество» (1Q Apocr.Prophecy), «Инструкция» (1Q Instruction), «Книга Таинств» (1QMyst), «Правила Верующих» (1QSa) и «Правила Молитвы» (1QSb), «Апокриф Моисея» (1QapocrMoses B), «Литургические тексты» (1Q30, 1Q31), «Новый Иерусалим» на арамейском (1QNJ), «Литургические молитвы» и «Фестивальные молитвы» (1QPrFetes / 1QLitPr), «Гимны» (1Q36 — 1Q40), «Книга Даниила» (1QDana и 1QDanb), а также неклассифицированные фрагменты 1Q41-1Q70.

### Пещера 2
«Бытие» (2QGen), «Исход» (2QExoda, 2QExodb, 2QExodc), «Книга Левит» (2QpaleoLev), «Книга Чисел» (2QNuma, 2QNumb, 2QNumc), «Второзаконие» (2QDeuta, 2QDeutb, 2QDeutc), «Книга пророка Иеремии» (2QJer), «Псалмы» (2QPs), «Книга Иова» (2QJob), «Книга Руфь» (2QRutha, 2QRuthb), «Книга премудрости Иисуса сына Сирахова» (2QSir), «Книга Юбилеев» (2QJuba, 2QJubb), «Апокриф Моисея» (2QapMoses), «Апокриф Давида» (2QapDavid), «Апокрифическое пророчество» (2QapProph), «Новый Иерусалим» (2QNJ), «Юридический текст» (2Q Juridical Text), «Книга Гигантов» из Еноха (2QEnGiants), а также неопознанные тексты (2Q27 — 2Q33) и мусор (2QX1).

## Язык кумранских рукописей
Огромную роль в изучении истории языка иврита играют тексты, созданные самими членами кумранской общины. Важнейшими из этой группы являются:
- «Устав» (1QSa),
- «Благословения» (1QSb),
- «Гимны» (1QH),
- «Комментарий на Аввакума» (1QpHab),
- «Свиток Войны» (1QM) и
- «Храмовый свиток» (11QT).

Язык «Медного Свитка» (3QTr) отличается от языка этих документов и может быть отнесён к разговорному языку того времени, предшественнику мишнаитского иврита.
Язык остальных документов, созданных членами общины, с одной стороны, по лексике проявляет близость к раннему библейскому ивриту. С другой стороны, черты, общие для позднего библейского иврита и мишнаитского иврита, отсутствуют в языке кумранских рукописей (кумранском иврите). На основании этого учёные предполагают, что члены кумранской общины в письменном и, возможно, устном языке сознательно избегали тенденций, характерных для разговорного языка того времени, таких как, например, усилившееся влияние арамейских диалектов. Чтобы оградить себя от внешнего мира, члены общины использовали терминологию, основанную на библейских выражениях, символизируя этим возврат к «чистой» религии поколения Исхода.
Таким образом, кумранский иврит не является переходным звеном между поздним библейским и мишнаитским ивритом, а представляет собой отдельную ветвь в развитии языка.

## Кумранские календарные тексты
Существует около двадцати различных текстов из Кумрана, которые описывают 364-дневный солнечный календарь. Они в основном очень фрагментарны. Однако, они существенно отличаются от Вавилонского лунного календаря, который перерос в 354-дневный еврейский календарь. Календарный год делили на четыре квартала. Праздники были ориентированы на солнечный год, и проходили в разные дни в отличие от тех, которые указаны в Вавилонском календаре. Многие тексты, содержащие еженедельные расписания храмовой службы в течение двадцати четырёх семей священников, известны как Mishmarot.

## Публикация текстов
Документы, найденные в Кумране и в других областях, публикуются в серии «Discoveries in the Judaean Desert» (DJD), в настоящее время насчитывающей 40 томов, изданных с 1955 года издательством Oxford University Press. Первые 8 томов написаны на французском языке, остальные — на английском. Главными редакторами издания были Р. де Во (тома I—V), П. Бенуа (тома VI—VII), И. Штрунгель (том VIII) и Э. Тов (тома IX—XXXIX).
Публикации документов содержат следующие компоненты:
- Общее введение, описывающее библиографические данные, физическое описание, включающее размеры фрагмента, материал, список особенностей, таких как ошибки и исправления, орфографию, морфологию, палеографию и датировку документа. Для библейских текстов также приводится список вариантных чтений.
- Транскрипция текста. В квадратных скобках приводятся физически утраченные элементы — слова или буквы.
- Перевод (для небиблейского произведения).
- Примечания, касающиеся сложных или альтернативных чтений.
- Фотографии фрагментов, иногда инфракрасные, обычно в масштабе 1:1.

XXXIX том серии содержит аннотированный список всех опубликованных ранее текстов. Некоторые документы были предварительно опубликованы в научных журналах, посвящённых библеистике.
В начале 1990-х годов издатель журнала «Biblical Archeology Review» Гершель Шанкс при помощи калифорнийских профессоров Р. Айзенмана и Д. Робинсона издал неопубликованные в серии «Discoveries in the Judaean Desert» фрагменты рукописей в двухтомнике «Факсимильное издание свитков Мертвого моря». В своё издание Шанкс также включил фрагмент рукописей под каталоговым номером 4QMMT, который был реконструирован профессором Еврейского университета в Иерусалиме Элищей Кимроном.
В сентябре 2011 года Израильский музей в сотрудничестве с компанией Google оцифровали пять свитков — Храмовый свиток, Большой свиток пророка Исайи, свиток Устава Общины, свиток Войны, комментарий к книге пророка Аввакума — и выложили их в свободный доступ в Интернете.
В конце 2012 года было опубликовано около 5000 фото в высоком разрешении теми же Google и музеем Израиля. В настоящее время эти аннотированные фото фрагментов более чем 1200 рукописей доступны на сайте электронной библиотеки свитков Мёртвого моря под эгидой Управления древностей Израиля (сайт доступен на русском, иврите, английском и других языках).

### Таблица наиболее представленных книг
Ниже перечислены наиболее представленные книги Библии и апокрифы среди свитков Мёртвого моря, по количеству найденных переводимых фрагментов:
| Книга               | Количество находок |
| ------------------- | ------------------ |
| Псалмы              | 39                 |
| Книга Второзакония  | 33                 |
| Книга Еноха         | 25                 |
| Книга Бытия         | 24                 |
| Книга пророка Исаии | 22                 |
| Книга Юбилеев       | 21                 |
| Книга Исхода        | 18                 |
| Книга Левит         | 17                 |
| Книга Чисел         | 11                 |

Две из них, книга Еноха и книга Юбилеев, являются апокрифическими книгами.

## Значение для библеистики
В период между 1947 и 1956 годами в одиннадцати Кумранских пещерах было обнаружено более 190 библейских свитков. В основном это небольшие фрагменты книг Ветхого Завета. В 2008 году был найден один фрагмент книги Неемии. Единственной книгой еврейской Библии, ни одного фрагмента манускриптов которой выявлено не было, является книга Есфирь. Также найден один полный текст книги Исайи — 1QIsaa. Среди неканонических или второканонических книг и дополнений Ветхого Завета в Кумране были обнаружены фрагменты книги Товита, Премудрости Иисуса, сына Сирахова, Послание Иеремии и псалом 151. Кроме библейских текстов, ценная информация содержится также в цитатах небиблейских текстов, например, пешарим.
Согласно Эмануэлу Тову (1992 год), с точки зрения своего текстуального статуса кумранские тексты принадлежат к пяти различным группам, четыре из которых (1, 3, 4, 5) были неизвестны до кумранских находок:
1. Тексты, написанные в соответствии с кумранской практикой. Эти тексты отличаются особым орфографическим стилем, характерным добавлением многочисленных матрес лекционис, облегчающих чтение текста. Они составляют около 25 % кумранских библейских свитков.
2. Протомасоретские тексты. Эти тексты близки к современному масоретскому тексту и составляют около 40 % всех кумранских библейских текстов.
3. Прасамаритянские (предсамаритянские или гармонизирующие) тексты. Эти тексты имеют сходство с более поздним Самаритянским Пятикнижием. По всей видимости, один из текстов этой группы стал основой для Самаритянского Пятикнижия, а самаритянские идеологические изменения и фонологические особенности были введены впоследствии уже в этот текст. Эти тексты составляют 5 % кумранских библейских манускриптов.
4. Тексты, близкие к древнееврейскому источнику Септуагинты. Эти тексты обнаруживают тесное сходство с Септуагинтой, например, по расположению стихов. Однако тексты этой группы значительно отличаются друг от друга, не образуя такую близкую группу, как вышеуказанные группы. Такие свитки составляют 5 % кумранских библейских текстов.
5. Своеобразные тексты. Это остальные тексты, не имеющие сходства ни с одной из вышеперечисленных групп. Такие тексты составляют 25 % кумранских библейских текстов.

До кумранских находок анализ библейского текста был основан на средневековых манускриптах. Кумранские тексты значительно расширили наши познания о тексте Ветхого Завета периода Второго Храма:
- Неизвестные ранее прочтения помогают лучше понять многие детали в тексте Ветхого Завета.
- Текстуальное многообразие, отражённое в пяти описанных выше группах текстов, даёт хорошее представление о множественности текстуальных традиций, существовавших в период Второго Храма.
- Кумранские свитки предоставили ценную информацию о технических аспектах переписывания библейских текстов и их передаче в период Второго Храма.
- Подтверждена надежность древних переводов, прежде всего, Септуагинты. Найденные свитки, принадлежащие к четвёртой группе текстов, подтверждают правильность ранее сделанных реконструкций древнееврейского оригинала Септуагинты.

## Выявление подделок в коллекции Музея Библии в Вашингтоне
Музей Библии в Вашингтоне приобрёл в октябре 2017 фрагменты свитков рукописей Мёртвого моря, вывезенные из Национального музея Ирака (см. статьи «Контрабандный скандал Hobby Lobby» и «Археологические махинации в Ираке»). Свитки относились к историческому периоду до Рождества Христова. У специалистов Музея Библии возникли определённые сомнения в подлинности нескольких фрагментов, и они были направлены на экспертизу в Федеральный институт исследования и испытания материалов, где после проведения рентгенограммы, химического анализа чернил и естественного осадка 16 фрагментов свитков пришли к выводу о том, что 5 фрагментов «обладают характеристиками, несовместимыми с древним происхождением». Главный куратор Музея Библии Джеффри Клоа в связи с этим отметил: «Хотя мы надеялись, что проверка даст другие результаты, мы видим в этом случае возможность разъяснить общественности важность проверки подлинности библейских артефактов, сложность процесса проведённой проверки и наше стремление сохранять прозрачность». После получения экспертного заключения вероятные подделки были убраны музеем из экспозиции.
14 марта 2020 руководство музея официально заявило, что все 16 имеющихся в распоряжении музея фрагментов являются поддельными.
Однако выявленные факты не ставят под сомнение подлинность 100 тысяч свитков Мёртвого моря, большинство из которых хранятся в Храме Книги, части Музея Израиля.

### Тексты кумранских рукописей
- Перевод многих кумранских рукописей на русский язык
- Некоторые отсканированные кумранские свитки
- Электронная библиотека свитков Мёртвого моря (рус.) — Управление древностей Израиля
- На Сайте Музея Израиля: (англ.) (иврит)
  - Оцифрованные свитки
  - Храмовый свиток
  - Свиток Исайи
  - Свиток войны
  - Комментарий на Аввакума
  - Устав общины
- Амусин, И. Д. Кумранский Фрагмент Молитвы Вавилонского Царя Набонида
- Амусин, И. Д. Кумранский комментарий на Осию (4QpHosb II) (недоступная ссылка)
- Подробный список содержания всех 39 томов The Discoveries in the Judaean Desert.